# Malese Jow
Malese Jow, właśc. Elizabeth Melise Jow (ur. 18 lutego 1991 w Tulsie) – amerykańska aktorka, piosenkarka, autorka tekstów do swoich piosenek. Ma chińskie, rdzennie amerykańskie i europejskie pochodzenie.
Grała m.in. Geenę Fabiano w produkowanym przez Nickelodeona serialu Nieidealna oraz Annę w serialu Pamiętniki wampirów.
Wystąpiła w teledysku zespołu All Time Low do utworu Time-Bomb.

## Filmografia
- 2004: The Brothers Garcia – Celeste
- 2004–2007: Nieidealna – Geena Fabiano
- 2007: Czarodzieje z Waverly Place – Ruby Donhue
- 2007: Bratz – Quinn
- 2009: Obcy na poddaszu – Julie
- 2009: I Can Do Bad All Myself – Kelly
- 2009: Hannah Montana – Rachel
- 2009: Tajemnica Amy – Gail
- 2009: iCarly – sobowtór Carly (jeden odcinek)
- 2010: You're So Cupid! – Megan
- 2010–2011: Pamiętniki wampirów – Anna (Annabelle)
- 2010: The Social Network – Alicia
- 2010: Brygada – Candace Nash
- 2011: Gotowe na wszystko – prostytutka Violet[3]
- 2011–2013: Big Time Rush – Lucy Stone
- 2012: Shelter – Morgan
- 2012: CSI: Kryminalne zagadki Miami – Amanda Reed[4]
- 2014: Przeznaczeni – Julia
- 2014: Flash – Linda Park (gościnnie)
- 2017: Kroniki Shannary — Mareth